# Four Frightened People
Four Frightened People (bra: Mulheres e Homens) é um filme pre-Code estadunidense de 1934, dos gêneros drama e aventura, dirigido por Cecil B. DeMille, e estrelado por Claudette Colbert, Herbert Marshall, Mary Boland e William Gargan. O roteiro de Bartlett Cormack e Lenore J. Coffee foi baseado no romance homônimo de 1931, de E. Arnot Robertson.

## Sinopse
Duas mulheres, Judy Jones (Claudette Colbert) e Sra. Mardick (Mary Boland), e dois homens, Arnold Ainger (Herbert Marshall) e Stewart Corder (William Gargan), decidem sair em um cruzeiro. Eles acabam em um navio infestado com peste bubônica e chegam à selva malaia. As relações entre as quatro pessoas antes de entrarem na selva se transformam à medida que eles interagem com os fenômenos naturais e com os nativos que povoam a selva.

## Elenco
- Claudette Colbert como Judy Jones
- Herbert Marshall como Arnold Ainger
- Mary Boland como Sra. Mardick
- William Gargan como Stewart Corder
- Leo Carrillo como Montague
- Nella Walker como Sra. Ainger
- Tetsu Komai como Chefe Nativo
- Chris-Pin Martin como Barqueiro Nativo
- Joe De La Cruz como Nativo
- Minoru Nishida como Nativo
- Teru Shimada como Nativo
- E. R. Jinedas como Nativo
- Delmar Costello como Sakais
- Ethel Griffies como Mãe da Sra. Ainger

## Recepção
O filme foi uma decepção de bilheteria para a Paramount.

## Mídia doméstica
Em 2006, o filme, junto com "O Sinal da Cruz" (1932), "Cleópatra" (1934), "As Cruzadas" (1935) e "Union Pacific" (1939), foi lançado em DVD pela Universal Studios como parte da box set "The Cecil B. DeMille Collection".